# Kagamino (Okayama)
Kagamino (鏡野町 Kagamino-chō?) es un municipio situado en la prefectura de Okayama, Japón. Tiene una población estimada, a fines de junio de 2022, de 12 519 habitantes.

## Geografía

### Localidades circundantes
- Prefectura de Okayama
  - Tsuyama
  - Maniwa
- Prefectura de Tottori
  - Tottori
  - Misasa

## Demografía
Según los datos del censo japonés, esta es la población de Kagamino en los últimos años.
| Año del censo | Población |
| ------------- | --------- |
| 1995          | 15.731    |
| 2000          | 15.091    |
| 2005          | 14.059    |
| 2010          | 13.580    |
| 2015          | 12.847    |
| 2022 (est.)   | 12.519    |